# Synosis caesiellae
Synosis caesiellae är en stekelart som beskrevs av Broad och Shaw 2005. Synosis caesiellae ingår i släktet Synosis och familjen brokparasitsteklar. Inga underarter finns listade i Catalogue of Life.